# Idolothrips spectrum
Idolothrips spectrum är en insektsart som beskrevs av Alexander Henry Haliday 1852. Idolothrips spectrum ingår i släktet Idolothrips och familjen rörtripsar. Inga underarter finns listade i Catalogue of Life.